# Udinese bosspitsmuis
De Udinese bosspitsmuis (Sorex arunchi) is een zoogdier uit de familie der spitsmuizen (Soricidae). De wetenschappelijke naam van de soort werd voor het eerst geldig gepubliceerd door Lapini & Testone in 1998. De Udinese bosspitsmuis verschilt van de verwante bosspitsmuis (Sorex araneus) qua staartlengte, lichaamsverhouding en qua vorm van de schedel.

## Voorkomen
De soort komt voor in de provincie Udine van Noordoost-Italië en waarschijnlijk ook in het westen van Slovenië. De Udinese bosspitsmuis wordt aangetroffen in warme, vochtige laaglandbossen.